# باهرة مخططة
باهرة مخططة (الاسم العلمي: Agave striata) هو نوع من النباتات يتبع جنس الباهرة من الفصيلة الهليونية.